# هاسملك
هاسملك (بالإنجليزية:  Hacımlik)‏ هي قرية في مقاطعة كويكول في أذربيجان. يبلغ عدد سكانها 3,871 نسمة.